# Susan Greenfield

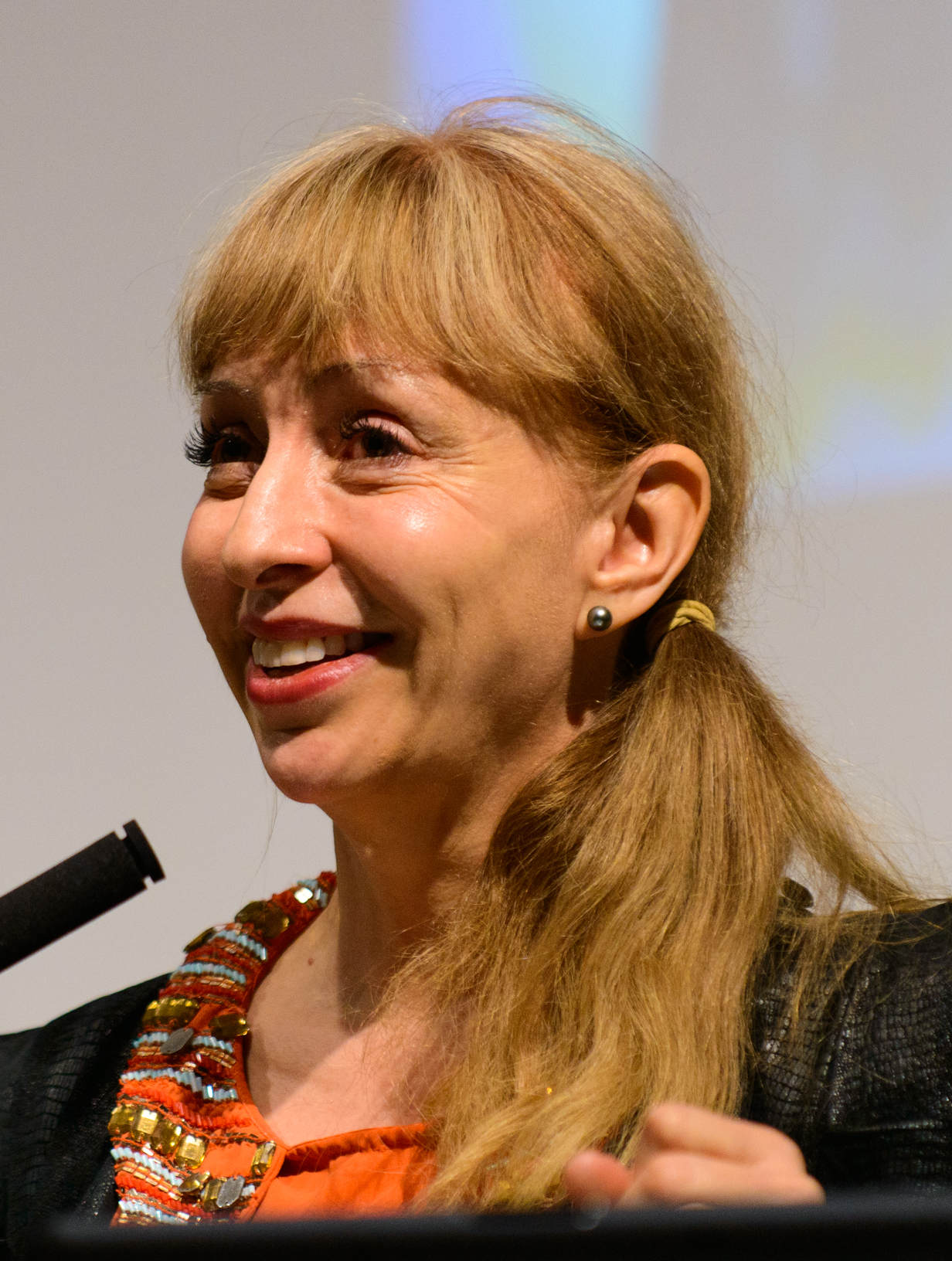

Susan Adele Greenfield, Baronesa Greenfield (Londres, 1 de outubro de 1950), é uma cientista, escritora, radiodifusora e membro da câmara dos Lordes. Greenfield é professora de sinapses Farmacologia na Universidade de Oxford. Em 1 de fevereiro 2006 foi nomeada como chanceler da Universidade de Heriot-Watt de Edimburgo. É também diretora da Royal Institution da Grã-Bretanha, Fullerian Professor de Fisiologia, pesquisadora Sênior (Fellow), Lincoln College, Membro Honorário (Honorary Fellow), St. Hilda's College.

## Carreira
A pesquisa de Greenfield é focalizada na psicologia do cérebro, particularmente na etiologia do mal de Parkinson e mal de Alzheimer, mas é mais conhecida por popularizar a ciência.Susan Greenfield foi aluna de graduação e pós-graduação em Oxford e, subseqüentemente, dedicou algum tempo a pesquisas de pós-doutorado no College de France, em Paris, com o Professor J Glowinski, e no New York University Medical Centre, em Nova Iorque, com o Professor R Llinás. Como conseqüência de seu trabalho no campo da bioquímica e da eletrofisiologia, desenvolveu uma abordagem multidisciplinar para a exploração de novos mecanismos neuronais do cérebro que são característicos das regiões afetadas pela doença de Parkinson e pelo mal de Alzheimer. O tópico básico de suas pesquisas é desenvolver estratégias para interromper o processo de morte neuronal nesses distúrbios.
Ela é também co-fundadora de uma empresa desenvolvida a partir da universidade, especializada em novas abordagens à neurodegeneração – a Synaptica Ltd. Adicionalmente, a Professora Greenfield tem interesse complementar nas bases neurocientíficas da consciência e, em conseqüência disso, escreveu os livros 'Journey to the Centres of the Mind Toward a Science of Consciousness' ('Jornada aos Centros da Mente Rumo à Ciência da Consciência' - W H Freeman Co,1995), e 'Private Life of the Brain' ('Vida Privada do Cérebro' - Penguin, 2000). Seu último livro, ‘Tomorrow’s People: How 21st Century technology is changing the way we think and feel’ ('As Pessoas de Amanhã: Como a Tecnologia do século XXI está mudando a forma como pensamos e sentimos' - Penguin, 2003), explora a natureza humana e sua potencial vulnerabilidade na era da tecnologia. Ela é também Diretora do Institute for the Future of the Mind, parte do James Martin 21st Century School, que explora os paralelos entre os cérebros dos muito jovens e dos muito idosos, e como eles são vulneráveis à tecnologia, manipulação química e doença. Escreveu também 'The Human Brain': A Guided Tour' ('O Cérebro Humano: Uma visita guiada' - Orion-Phoenix Press, 1997), que constou da lista dos livros mais vendidos, tanto em brochura como em capa dura. Ocupou a cadeira de Medicina em Gresham de 1996 a 1999, e recebeu 28 títulos honorários. Em 1998, recebeu a medalha Michael Faraday da Royal Society e, em 1999, foi eleita para uma Fellowship Honorária do Royal College of Physicians. Está também envolvida com políticas para a ciência, tendo realizado um seminário consultivo para o Primeiro Ministro sobre o futuro da ciência no Reino Unido. Susan esteve envolvida nos seminários ‘Science and the Economy’, realizados no Número 11 e, atendendo a um pedido feito em 2002 pelo Secretário de Estado para a Indústria e Comércio, redigiu o Relatório Greenfield ‘SET Fair: Relatório sobre Mulheres nos Campos da Ciência, Engenharia e Tecnologia’. Foi também eleita ‘Thinker in Residence’ de Adelaide em 2004 e 2005. Recebeu o prêmio CBE da Lista de Honra do Ano Novo do Milênio e o ‘Life Peerage’ (não-político) em 2001. Em 2003, recebeu a Ordre National de la Legion d’Honneur.